# 張金策
張金策（1942年—2024年），台獨左派人士，出生於台灣宜蘭縣礁溪鄉，與張光熾為遠親叔姪但來往甚密。淡江文理學院（淡江大學前身）中文系畢業。曾任中學中文教師、礁溪鄉鄉長、《台灣政論》副總編輯。

## 生平
1943年，張金策出生於礁溪鄉。1973年3月17日，張金策當選礁溪鄉第七屆鄉長；同年4月1日，宣誓就任礁溪鄉鄉長。
張金策熱心參與黨外運動。1975年中華民國立法委員選舉，張金策是郭雨新的文宣成員之一。
1975年6月16日，張金策與礁溪鄉公所財政科科員等七人被控涉嫌瀆職案，宜蘭地方法院判處遭羈押的賴姓被告有期徒刑十年、禠奪公權五年，張金策與另三名被告有期徒刑六個月、禠奪公權二年，另二名被告無罪。1975年6月21日，臺灣省政府下令將張金策停職。1975年6月23日，宜蘭縣政府發布人事命令，指派宜蘭縣政府秘書張季冬代理礁溪鄉鄉長。1976年1月21日，礁溪鄉公所1972年至1973年12月間辦理礁溪鄉十六結路段路燈工程弊案，宜蘭地方法院判處張金策有期徒刑十年、禠奪公權十年、沒收賄款；此案被質疑為是對張金策的政治迫害，爾後也有上訴。
1976年，張金策逃亡至日本，轉往美國，歷時約十年才返回台灣。1977年6月15日，張金策代表出席美國眾議院「台灣人權公聽會」，這是台灣人權第一次搬上美國國會舞台，引起相當大的震撼；會後，張金策接任台灣獨立建國聯盟宣傳部部長。1979年1月，中華人民共和國最高領導人鄧小平訪問美國，張金策擔任白宮前「海外台灣人大示威」總指揮；其後，張金策質疑台獨聯盟支持美國帝國主義立場，退出台獨聯盟。
1992年9月，張金策返台被捕但隨即交保釋放，張金策、鍾維達、黃泰山等台獨左派人士決定籌辦政論雜誌《群眾雜誌》。1993年3月，「群眾雜誌社」成立，發行《群眾雜誌》，張金策擔任發行人，鍾維達擔任社長。1994年1月，張金策在《群眾雜誌》第11期發表文章〈民進黨怎麼辦？〉，嚴厲批判民主進步黨公職以人頭黨員鞏固權力，並直批「民進黨不等於台灣民主運動」。1994年4月11日，《群眾雜誌》停刊，群眾雜誌社改為農工階級色彩濃厚的台灣地下電台「群眾之聲廣播電台」，張金策擔任台長，號稱當時台灣唯一具有台獨左派色彩的地下電台。
1994年7月30日凌晨，群眾之聲廣播電台等14家地下電台被行政院新聞局動員警力抄台，張金策因保護電台機具而被打傷。1994年8月1日上午，群眾之聲廣播電台等多家地下電台發動群眾向行政院與行政院新聞局抗議，警民激烈衝突；張金策因頭部受傷無法大聲發言，原本答應擔任抗議群眾指揮的民進黨前國民大會代表林重謨並未到場，另一位女性指揮被警民對峙場面驚嚇到難以言語，宣傳車上只剩張金策與擔任指揮的張金策助理林恕暉；多部地下電台宣傳車被警棍砸毀，華視新聞採訪車被抗議群眾推倒及燒毀，警民合計有一、二十人受傷，多人被送至國立臺灣大學醫學院附設醫院急診、住院治療。1994年8月2日，警方發布「0801專刊」通緝張金策與林恕暉。1996年，臺灣高等法院判決張金策與林恕暉有期徒刑三個月、得易科罰金新臺幣八萬一千元定讞，張金策與林恕暉繳了罰金。
1994年中華民國省市長暨省市議員選舉的臺灣省議員臺北縣選區選舉，在選戰末期民進黨內主要競爭對手攻擊張金策時，張金策競選總部無力因應；1994年12月3日，張金策只獲得51261多票，落選。1995年中華民國立法委員選舉，張金策以無黨籍身分參選，只獲得7930票，落選。1996年10月18日，建國廣場聯合群眾之聲廣播電台，用宣傳車擴音器在立法院門前輪番大罵民進黨在核四覆議案中「假反核，真勾結」，罵了一整天。
1998年1月，群眾之聲廣播電台推派的第14屆縣市議員選舉無黨籍台北縣議員第五選舉區候選人張素真落選。1998年冬季，群眾之聲廣播電台解散。2015年，張金策中風行動不便，在美國洛杉磯由其妻照顧晚年生活。
2016年5月7日，林恕暉說，他從台獨運動「往左轉」，關鍵起於：㈠對台獨血統論（至今仍有人喜歡用血緣與基因來區分台灣人與中國人）的質疑；㈡看到民進黨新潮流系從批判康寧祥的選舉路線，到宣稱街頭運動總路線，再到背離了撐起運動的基層黨工；㈢從左翼觀點思考黨外運動的不足，「特別是看到基層黨工的處境，一些長期民主運動奉獻者被政客利用完丟在一邊的情況」。他說，在他加入《群眾雜誌》之前，他參與激進台獨者的競選活動，深入民進黨基層，還為了讓左翼在民主運動取得發言權而加入民進黨，整個過程讓他清楚了解許多民進黨人政治路線的局限性，「從初期的漠視階級問題，到某些政黨派系、政客開始玩弄階級矛盾以彰顯自己的進步」。

## 延伸閱讀
1. 「與台灣民主鬥士張金策、吳銘輝、洪哲勝、張燦鍙、彭明敏的交遊」- 前衛出版社- 真與美(五)—壯年篇
2. 「許信良、張金策、吳銘輝等等奔離逃亡海外；」- 台獨這條路
3. 「唯在政論雜誌時期就已經很頗活躍的張金策，他也創辦群眾之聲，呈現了較強烈的左獨的普羅色彩。」-台灣媒體改革運動八十年，1921-2002
4. 「台灣方面代表出席的有剛從台灣冒險逃亡出來的張金策、吳銘輝兩位。國民黨代表是王玉雲及美國學者代表James Seymour，這是台灣人權第一次搬上美國國會舞台，引起相當大的震撼。」-台獨聯盟共和國作品資料庫/WUFI writers/works database （页面存档备份，存于）
5. 「1981.6.19 史明往費城訪問鄭節等「台灣時代」〔美洲台灣共產派、左雄主持〕共六人、鄭節等要求史明跟反動右派許信良斷交、代為支持進步右派張金策、並主張「先打倒台灣獨立聯盟、然後才能反對蔣家國民黨」、史明拒絕.」-荒野孤燈 章節：03[永久]
6. 「蔣經國主政時代，黨外的政治事件包括了：中壢事件、王幸男事件、張金策事件、...」-
7. 「高雄事件判決書的第二段第一句話如下：姚嘉文、林義雄、張俊雄等，分別受叛國分子彭明敏、郭雨新、張金策、黃華等台獨思想之影響，」-海外台灣民主英雄傳
8. 「98 宜蘭 縣 1975. 12 礁溪張金策案」-
9. 「世台會同時也與台灣島內有很密切的關聯，每在關鍵時刻都能在最有效的時間內與其他組織一同參與抗議、請願、聲援與協助; 如陳明才、陳明忠、顏明聖、白雅燦、張金策、吳明輝甚至中村輝夫(李光輝)等。」-全美台灣同鄉會Taiwanese Association of America: 世台會簡史
10. 「接著、台灣政論副總編輯張金策被冠以「貪污」罪名被判徒刑一○年、另一副總編輯黃華以「顛覆叛亂」罪名再被捕下獄。」-台灣人四百年史 章節：11.15.a
11. 「「台獨」的活動中心轉向美國。1966年夏，留學美國的張燦鎏串連在美“台獨”分子蔡同榮、王能祥、張金策、陳南天等，在美國費城籌組了“全美台灣獨立聯盟”。1970年，曾在台灣發布“獨立宣言”的台大教授彭敏明逃往美國，聯合多個組織而拼揍成「台灣獨立聯盟」。」-台灣獨立建國聯盟 （页面存档备份，存于）

## 資料來源
1. ↑  87年台上字第2006號 （页面存档备份，存于）, 最高法院刑事裁判書彙編, 第32期, 660-671頁
2. ↑  林恕暉. . 公民行動影音紀錄資料庫. 2017-01-27  [2021-08-19]. （原始内容存档于2021-08-19）.
3. ↑  林恕暉. . 公民行動影音紀錄資料庫. 2016-01-18  [2016-08-21]. （原始内容存档于2016-09-14） （中文（臺灣））.
4. ↑  林恕暉. . 公民行動影音紀錄資料庫. 2017-01-27  [2020-01-11]. （原始内容存档于2020-01-15）.
5. ↑  林恕暉. . 公民行動影音紀錄資料庫. 2017-01-27  [2020-01-11]. （原始内容存档于2020-01-14）.
6. ↑  林恕暉. . 公民行動影音紀錄資料庫. 2016-05-07  [2016-10-15]. （原始内容存档于2016-11-30）.